# Musculus vastus medialis
Der Musculus vastus medialis (lateinisch, wörtlich: „zur Mitte [lat. medius zentral, mittig, dazwischenliegend] gelegener breiter [lat. vastus riesig, weit] Muskel“, deutsch: „innerer Schenkelmuskel“; alter Name: Musculus vastus tibialis) ist einer der vorderen Muskeln des Oberschenkels. Er ist ein Kopf des Musculus quadriceps femoris („vierköpfiger Oberschenkelmuskel“). Dieser Quadriceps hat, wie sein Name (lateinisch quadr- vier- und -ceps -köpfig) aussagt, vier Köpfe. Der Musculus vastus  hat drei dieser vier Köpfe. Es handelt sich dabei um den Musculus vastus intermedius, den Musculus vastus lateralis und um den Musculus vastus medialis. Diese drei Einzelmuskeln sind eingelenkige Muskeln, indem sie nur auf das Kniegelenk wirken.
In die Ansatzsehne des Quadriceps ist die Kniescheibe als Sesambein eingelagert. Über das Ligamentum patellae ist die Sehne schließlich an der Tuberositas tibiae des Schienbeins befestigt und bildet so den Ansatz des Muskels. Der Bauch des Musculus vastus medialis reicht weiter kniewärts als der des Musculus vastus lateralis, wodurch der sogenannte Suprapatellarwulst entsteht, eine Vorwölbung oberhalb der Kniescheibe.
Der Musculus vastus medialis kann funktionell in zwei Portionen untergliedert werden, die aber anatomisch weder durch eine Sehneneinstrahlung getrennt sind noch eine getrennte Innervation aufweisen. Der Hauptteil, der Musculus vastus medialis longus (lat. longus ‚lang‘), hat seinen Ursprung mit etwa vertikalem Faserverlauf an der Innenfläche des Oberschenkelknochens (Linea aspera am Femur bis zur Crista intertrochanterica am Trochanter major hinauf) und seinen Ansatz an der Kniescheibe. Der kniewärts gelegene Muskelabschnitt, der Musculus vastus medialis obliquus (lat. obliquus ‚schräg‘; hellrot in der nebenstehenden Abbildung), entspringt dagegen von der Sehne des Musculus adductor magnus und zieht mit schrägem bis fast horizontalen Faserverlauf an die Innenseite der Kniescheibe. Beide Muskelanteile unterscheiden sich auch in der Muskelfaserzusammensetzung: Im schrägen Anteil dominieren schnell kontrahierende Typ-2-Fasern. Die beiden Portionen sind jedoch (ebenso wie auch der Oberbegriff Musculus vastus) nicht in der aktuellen Terminologia Anatomica ausgewiesen.

## Funktion
Der Musculus vastus medialis streckt zusammen mit den drei anderen Anteilen des Musculus quadriceps femoris das Kniegelenk (Streckung des Unterschenkels). Zudem wirkt insbesondere der Zug der horizontal in Richtung Kniescheibe verlaufenden Muskelfaserzüge des Muskels (Musculus vastus medialis obliquus) stabilisierend auf die Kniescheibe. Dieser Zug (horizontale Kraftkomponente) wirkt dem nach lateral gerichteten Seitwärtszug der übrigen Quadriceps-Anteile entgegen und zentriert die Kniescheibe in der Gelenkfläche des Oberschenkelknochens. Eine Schädigung des Muskels führt zu einer Seitwärtsverkippung und zu einer Verlagerung der Kniescheibe mit Erhöhung des Anpressdrucks ihrer Außenseite, mit einer Verminderung des Gelenkkontakts an ihrer Innenseite und mit einer dadurch verringerten Stabilität des Kniegelenks.
Der Musculus vastus medialis wird vom Oberschenkelnerv (Nervus femoralis) innerviert, der einen eigenen Ramus muscularis (Muskelast) in den Muskel entsendet, welcher sich dort verzweigt.